# Scandal (chanson)
Pour les articles homonymes, voir Scandal.
Singles de Queen
The Invisible Man
(1989) The Miracle
(1989)
Pistes de The Miracle
Rain Must Fall My Baby Does Me
Scandal est une chanson du groupe britannique Queen, sortie en 1989. Il s'agit du 4e single extrait de l'album The Miracle sorti la même année.

## Autour de la chanson
Principalement écrite par Brian May, la chanson parle de la presse people britannique et de l'attention qu'elle porte au groupe, notamment à Brian May qui était alors en plein divorce et vivait une relation avec Anita Dobson, ainsi qu'à Freddie Mercury, dont l'état de santé alimentait les rumeurs — en effet, à l'époque, il n'avait pas encore déclaré être atteint du sida.
Brian May a enregistré la guitare ainsi que les claviers en une prise. De même, il n'a fallu qu'une prise à Mercury pour enregistrer sa voix.

## Clip

Inscription « Scandal » similaire à celle visible au fond de la scène dans le clip.

Dans le clip de Scandal, les membres de Queen interprètent la chanson sur une scène ressemblant à un journal. Le tournage a lieu aux Pinewood Studios en septembre 1989, sous la direction des « Torpedo Twins » (Rudi Dolezal et Hannes Rossacher).
Dans le commentaire audio du DVD Greatest Video Hits 2, Roger Taylor déclare : « Ce n'est pas l'un de mes morceaux préférés. C'est l'une des vidéos les plus ennuyantes que nous ayons faites ».

## Classements
| Classements (1989) | Meilleure position |
| ------------------ | ------------------ |
| Pays-Bas           | 12                 |
| Irlande            | 14                 |
| Royaume-Uni        | 25                 |

## Crédits
- Freddie Mercury : chant principal et chœurs ;
- Brian May : guitare électrique, claviers ;
- Roger Taylor : batterie et vibraslap ;
- John Deacon : basse ;
- David Richards : synthétiseur basse, échantillonneur.